# Angelika Graf

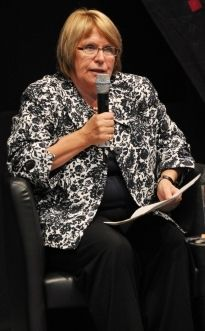
Angelika Graf auf dem Deutschen Seniorentag (2009) in Leipzig.

Angelika Graf, geb. Bachmann, (* 10. Mai 1947 in München) ist eine deutsche Politikerin (SPD).

## Leben und Beruf
Nach dem Abitur 1966 am Städtischen Luisengymnasium in München studierte Graf Mathematik und Physik an der Technischen Universität München.
Von 1971 bis 1976 arbeitete sie als Programmiererin bei der Siemens AG und den Papierwerken Waldhof-Aschaffenburg in Raubling. Nach der Geburt ihrer ersten Tochter war sie bis 1991 Hausfrau. Anschließend arbeitete sie als pädagogische Mitarbeiterin beim Diakonischen Werk in Rosenheim. Von 1992 bis 1993 war sie außerdem Verlegerin einer monatlich erscheinenden Landkreiszeitung.
Angelika Graf ist geschieden und hat zwei Töchter.

## Partei
Seit 1977 ist Graf Mitglied der SPD; sie hat und hatte seitdem diverse (Ehren-)Ämter inne. So war sie u. a. Orts- und Unterbezirksvorsitzende, stellvertretende Bezirksvorsitzende von Oberbayern, Gemeinderätin in Raubling (Landkreis Rosenheim), Kreisrätin und aktuell seit 2008 Stadträtin in Rosenheim. Zudem war sie Vorstandsmitglied der bayerischen Arbeitsgemeinschaft sozialdemokratischer Frauen (AsF). Seit 2005 ist Graf Landesvorstandsmitglied der Bayern-SPD und lange Jahre Landesvorsitzende der AG 60 plus Bayern, 2007 wurde sie in den Bundesvorstand der AG 60 plus gewählt. Seit August 2011 war sie die Bundesvorsitzende der Arbeitsgemeinschaft SPD 60 plus. Als Vorsitzende der SPD-Senioren kritisierte sie u. a. die geplante Absenkung des Rentenniveaus innerhalb der gesetzlichen Rentenversicherung.

## Abgeordnete
Von 1994 bis 2013 war Angelika Graf Mitglied des Deutschen Bundestages – zuletzt als Mitglied der Ausschüsse für Gesundheit sowie Menschenrechte und humanitäre Hilfe. In der 15. und 16. Legislaturperiode (2002–2005 und 2008–2009) war Graf stellvertretende Sprecherin der SPD-Bundestagsfraktion für Familie, Senioren, Frauen und Jugend. Seit der 16. Legislaturperiode (2005) war sie stellvertretende Sprecherin der SPD-Bundestagsfraktion für Menschenrechte und humanitäre Hilfe. Im Ausschuss für Gesundheit war sie zuständige Berichterstatterin für Drogen und Sucht, Prävention und Europa und damit auch Drogenbeauftragte der SPD-Bundestagsfraktion.
Angelika Graf ist stets über die Landesliste Bayern in den Deutschen Bundestag eingezogen. Ihr Wahlkreis war Rosenheim.

## Bürgerschaftliches Engagement
- Vorsitzende des Vereins „Gesicht Zeigen – Rosenheimer Bündnis gegen Rechts“[3]
- Vorstandsmitglied bei HELP – Hilfe zur Selbsthilfe
- Beiratsmitglied beim Behandlungszentrum für Folteropfer.[4]
- Mitglied der IG Metall
- Mitglied der Arbeiterwohlfahrt
- Mitglied des BUNDes
- Mitglied des Vereins Frauennotruf Rosenheim[5]
- Mitglied in der Initiative Alternatives Wohnen im Alter

## Auszeichnungen
- 2007: Bayerischer Verdienstorden
- 2015: Bundesverdienstkreuz am Bande